# Бетті Катберт
Елізабет (Бетті) Катберт (англ. Elizabeth «Betty» Cuthbert; 20 квітня 1938, Мерілендс, Південна Австралія — 6 серпня 2017) — австралійська легкоатлетка, чотириразова олімпійська чемпіонка (виграла три золоті медалі на Олімпіаді 1956 року і одну — на Олімпіаді 1964 року). Член ордена Австралії і член ордена Британської імперії.
Протягом своєї кар'єри встановлювала світові рекорди в бігу на дистанціях 60, 100, 200, 220 і 400 метрів. Мала свій власний стиль бігу — з високим підйомом колін і широко відкритим ротом.
Була одним з перших спортсменів, включених в створений в 2012 році Зал слави IAAF.